# Бой при Шипу
Бой при Шипу (фр. Combat de Shipu) — морской бой в ночь с 14 на 15 февраля 1885 года в ходе франко-китайской войны, закончившийся победой французских лёгких сил.
После битвы при Фучжоу французы установили блокаду Тайваня и побережья Фуцзяни. Попытку прорвать блокаду была предпринята эскадрой Южного океанского флота Китая (Наньян) под командованием адмирала У Анькана в составе крейсеров «Наньчэнь», «Наньруй» и «Кайдзи», парового фрегата «Юйюань» и авизо «Дэнцин». Современные крейсеры «Чаойонг» и «Янгвэй», первоначально сопровождавшие эскадру, были отведены на север Ли Хунчжаном. Выйдя из Шанхая в конце декабря, флотилия двигалась очень медленно, следя за сушей, часто тренируясь и останавливаясь; отсутствие решимости с китайской стороны было очевидным, что и неудивительно, учитывая низкий уровень подготовки экипажей, кадровый дефицит (большинство западных офицеров-инструкторов уволились со службы) и свежую память о результате битвы при Фучжоу.
Французский адмирал Амеде Курбе отреагировал на угрозу и двинулся навстречу противнику. Встреча произошла в устье залива Саньмэнь, к югу от Нинбо. Адмирал У, столкнувшись с преимуществом французов, поспешно отступил на север, бросив два самых медленных корабля «Юйюань» и «Дэнцин», бывших под командованием адмирала Дин Ручана. Эти корабли укрылись на мелководье залива Шипу, на якорной стоянке, защищенной островами. Французы, чьи тяжелые корабли не смогли пройти через мелководные проливы, перекрыли им все пути отхода.
Ошибка адмирала Дина, бывшего кавалериста не имевшего без военно-морского опыта, заключалась в том, что он оставил вокруг своих кораблей множество рыболовных джонок. Этим воспользовались в ночной атаке капитан Шарль Гурдон и лейтенант Эмиль Дюбок, которые провели два паровых катера с броненосца «Баярд» между островами и, проскользнув среди множества мелких судов в водах залива, подошли очень близко к китайским кораблям. Несмотря на тревогу, поднятую китайскими экипажами, оба катера сумели подорвать «Юйюань» шестовыми минами. Среди китайских экипажей началась паника. В результате хаоса затонул и «Дэнцин», либо потопленный экипажем, либо случайно пораженный собственной артиллерией.
Французские катера отошли без потерь. Затем эскадра Курбе заблокировала оставшиеся корабли У Анькана в Чжэньхае, порту Нинбо.